# Emblema pictum
Emblema pictum là một loài chim trong họ Estrildidae.

## Hình ảnh

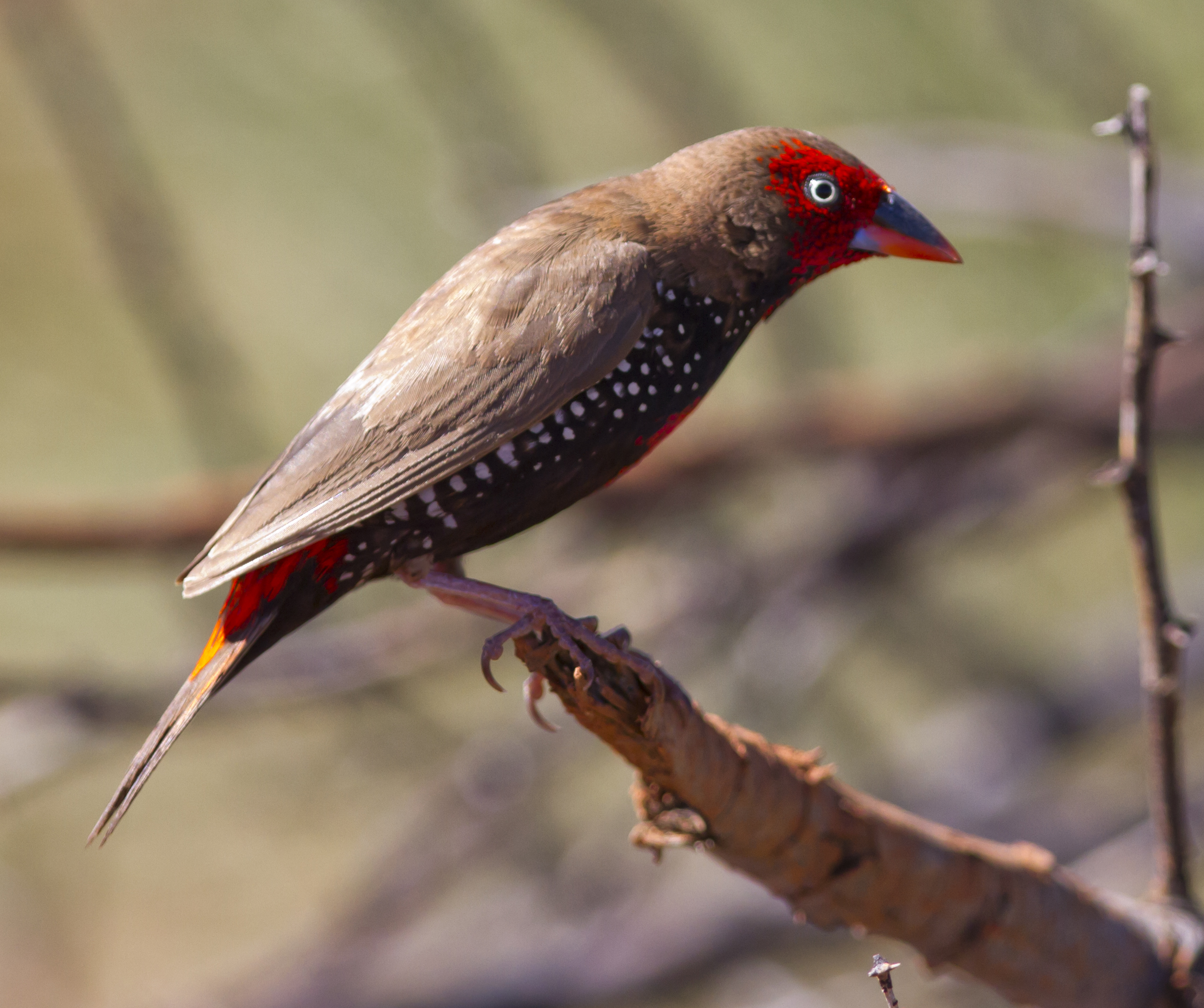
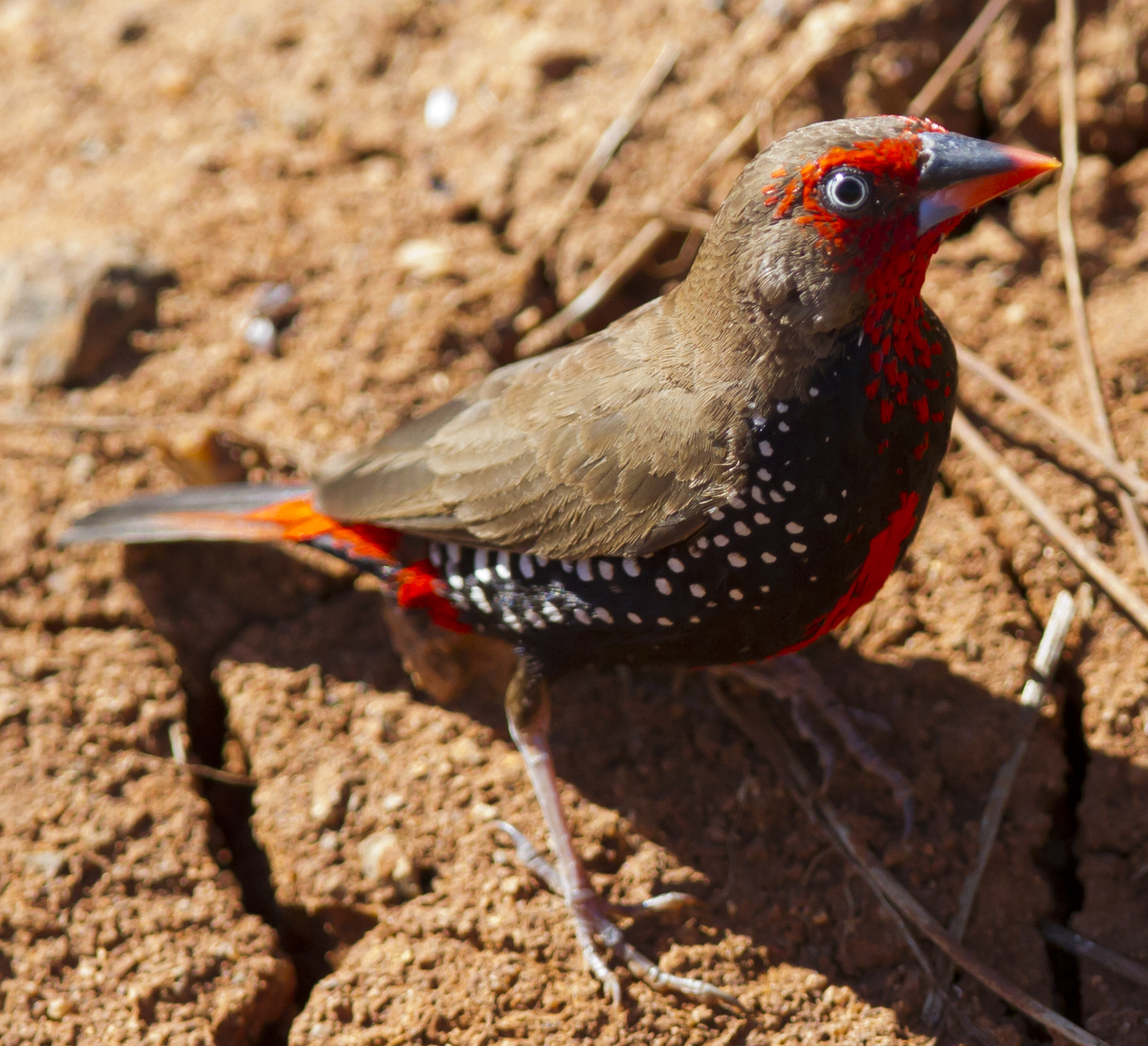
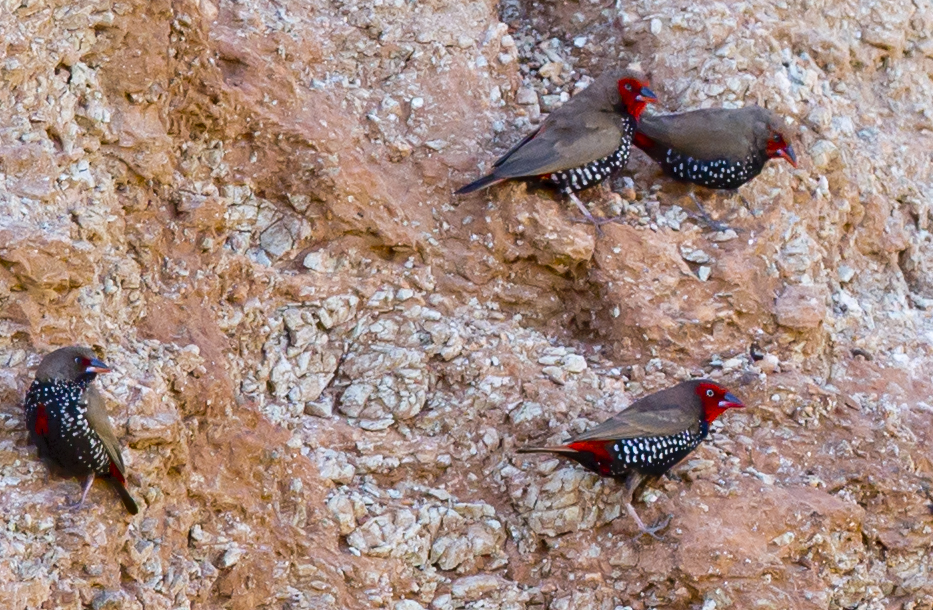
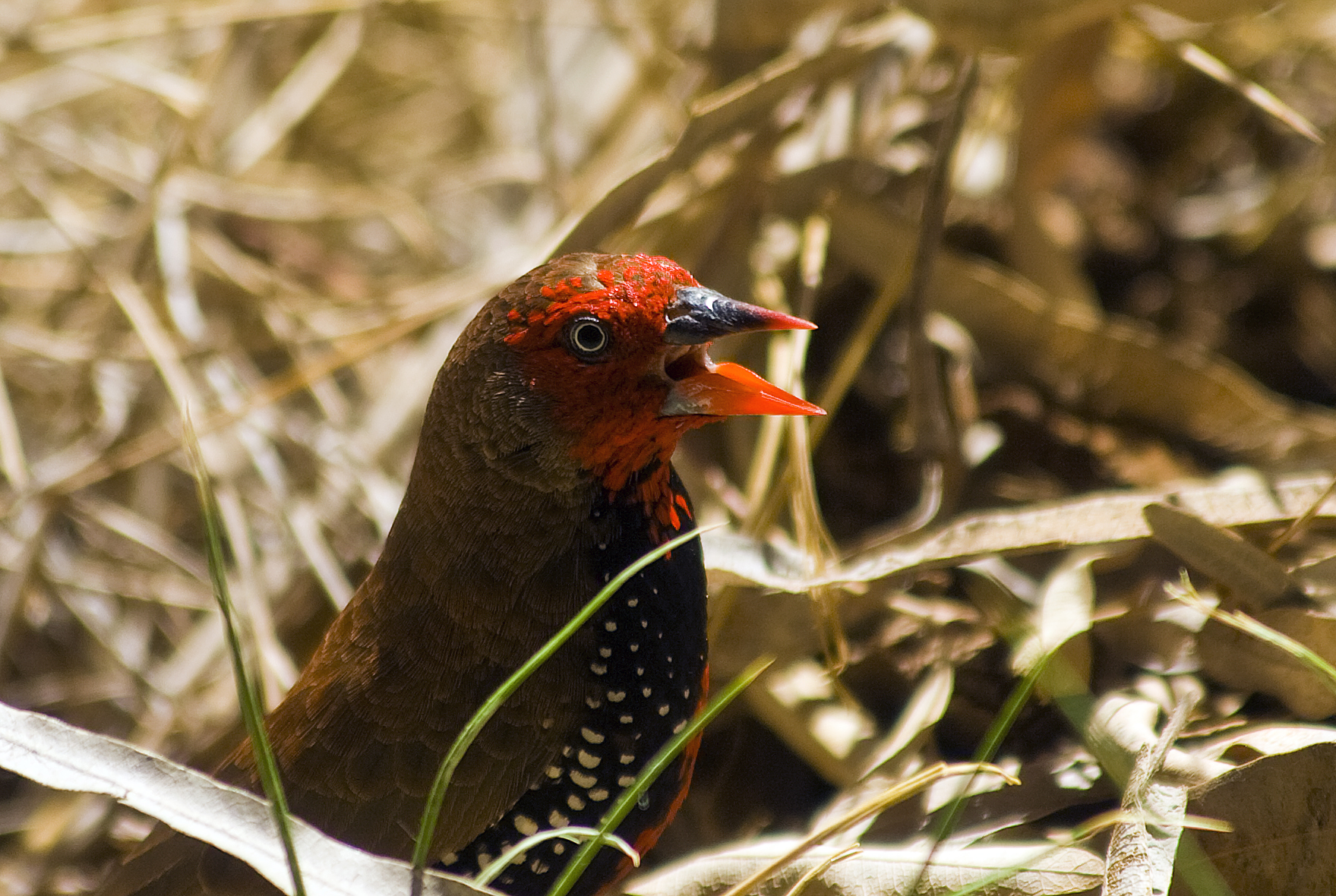